# طفل الواعظ

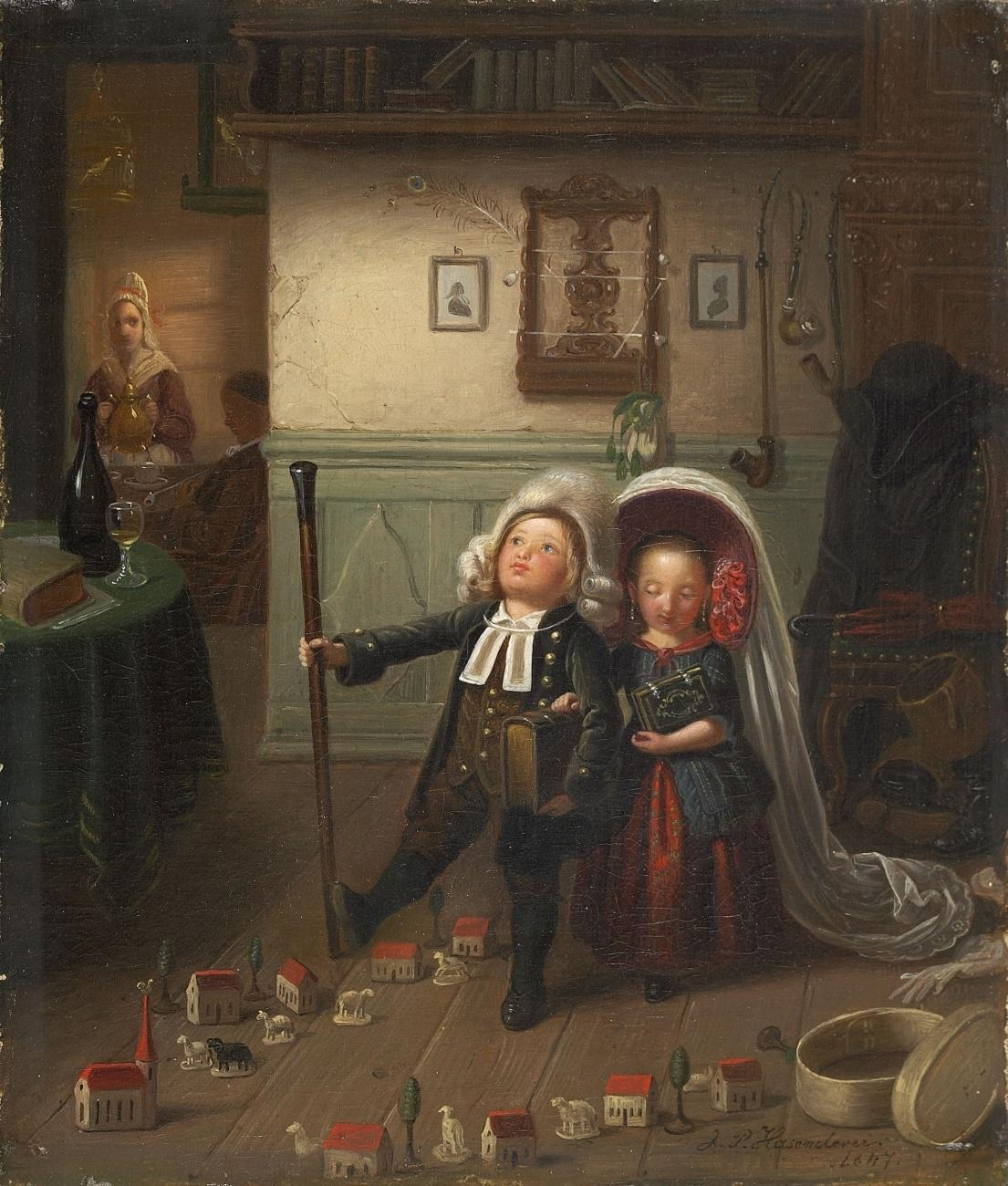
طفل الواعظ، لوحة هولندية بريشة يوهان بيتر هاسينسلفر.

طفل الواعظ هو مصطلح يشير إلى طفل من أطفال القس، الواعظ، الشماس والفيقار وغيرهم من رعاة الكنيسة المسيحية. على الرغم من أن يمكن استخدام العبارة بطريقة وصفية بحتة، فإنه قد يستخدم أيضًا لتكون صورة نمطية.
بعض الكتّاب يشير إلى أن هناك «متلازمة طفل الواعظ» والتي فيها أطفال رجال الدين يرفضون الدين والكنيسة، وأبرز هذه الحالات فريدرخ نيتشه. أبناء رجال الدين كانت إحدى الموضوعات الرئيسية في الأدب الجنوبي من الولايات المتحدة.
في حين ترتبط الصورة النمطية لأطفال رجال الدين على أنهم أطفال القدوة والمثاليون والمهذبون والمتدينون. لاحظ العديد من الكتّاب أن أطفال رجال الدين (سواء بروتستانت أو يهود) قد يصبحون في كثير من الأحيان رجال الدين أيضًا. أبرز هذه الأمثلة مارتن لوثر كينغ وفرانكلين غراهام ابن بيلي غراهام. وقد يصبح أبناء رجال الدين أيضًا من المبشرون.
تناولت وسائل الإعلام موضوع أبناء رجال الدين مما عزز الصورة المنطية ومن هذه المسلسلات كانت السماء السابعة، ثلاثة شركات وبنات الواعظ.
من أبرز أبناء رجال الدين الكاثوليك تشيزري بورجا، ولوكريسيا بورجيا، وبيير لويجي فارنيزي. الأرثوذكس؛ المخترع والفيزيائي نيكولا تسلا، والحائز على جائزة نوبل في الطب إيفان بافلوف ومخترع الجدول الدوري للعناصر الكيميائية ديميتري مندلييف، وعالم الرياضيات ووالفيزيائي النظري نيكولاي بوغوليوبوف.
ساهمت العديد من أسر الكهنة في تطوير النخب الفكرية في بلدانهم وبزر العديد من أبناء رجال الدين البروتستانت في كافة المجالات منهم على سبيل المثال؛ الروائية الإنجليزية جاين أوستن، ومختري أول طائرة الأخوان رايت، والفيلسوف والحائز على جائزة نوبل للسلام ألبرت شفايتزر، والكاتب والحائز على جائزة نوبل في الأدب تيودور مومسن، والرياضياتي والفيزيائي ليونهارت أويلر، والفيلسوف فريدرخ نيتشه، والرئيس الثاني والعشرون والرابع والعشرون للولايات المتحدة جروفر كليفلاند، ومؤسس شركة دي بيرز للألماس سيسل رودس، وصمويل مورس مخترع التلغراف، وعالم الرياضيات ألفريد نورث وايتهيد، والحاصل على جائزة نوبل للفيزياء إيرنست والتون، والحاصل على جائزة نوبل في الكيمياء روبرت كيرل، والحاصل على جائزة نوبل في الطب جون سالستون، وإحد مؤسسي شركة إنتل روبرت نويس، ومستشارة ألمانيا أنغيلا ميركل، ورئيس الوزراء البريطاني السابق جوردون براون، وعالم النفس كارل يونغ، ومخترع أول تلفزيون جون لوجي بيرد، والممثل دنزل واشنطن، والممثل آرون بول، والمغنية جيسيكا سمبسون وغيرهم.

## مصطلحات أخرى
في اسكتلندا النشوء في منزل القس يعتبر مؤثراً جداً على تنشئة الشخص.
في ألمانيا يُطلق على أبناء رجال الدين Pfarrerskind وPriesterkind والتي تُستخدم للإشارة إلى أبناء رجال الدين.